# Queen of Drags
Queen of Drags ist eine deutsche Castingshow des Senders ProSieben, in der Dragqueens aus Deutschland, Österreich und der Schweiz gegeneinander antreten. Moderatoren und Jury sind Heidi Klum, Bill Kaulitz und Conchita Wurst. Die erste Staffel der Show, die vom 14. November bis zum 19. Dezember 2019 ausgestrahlt wurde, gewann Yoncé Banks.
Im März 2020 wurde bekannt, dass die Show eine zweite Staffel erhält, deren Start noch nicht bekannt ist.

## Format
Die zehn Teilnehmerinnen werden ähnlich wie bei Germany’s Next Topmodel vom Sender gemeinsam in einer Villa untergebracht. Neben dem Wettbewerb wird in den einzelnen Folgen auch ihr Zusammenleben im Haus gezeigt. Jede Episode stellt eine Woche dar, die jeweils ein anderes Motto enthält, zu dem die Dragqueens eine Performance auf einer Showbühne vor Publikum präsentieren. Die Jury beurteilt diese Auftritte durch Punktevergabe. Die Teilnehmerin mit den meisten Punkten wird zur Queen of the Week, die mit den wenigsten Punkten scheidet aus dem Wettbewerb aus.
Außerdem gibt es begleitende Off-Kommentare von Conchita und Interviewsequenzen sowohl der Juroren als auch der Teilnehmerinnen, die das Geschehen kommentieren und auch über den Hintergrund der Travestie und der LGBT-Community anhand ihrer eigenen Biografien aufklären.

## Jury
| 1 | Heidi Klum | Bill Kaulitz | Conchita Wurst |
| 2 | Heidi Klum | Bill Kaulitz | Conchita Wurst |

Die ständigen Juroren bilden die Moderatorin der Show, Heidi Klum, der Sänger und Klums Schwager Bill Kaulitz sowie die durch den Sieg beim Eurovision Song Contest 2014 bekannte Dragqueen Conchita Wurst. Die drei werden jede Woche durch einen Gast in der Jury unterstützt. Am Ende jeder Folge bewerten alle vier Jury-Mitglieder die Kandidaten mit einer Punktevergabe.

### Gastjuroren

#### Staffel 1

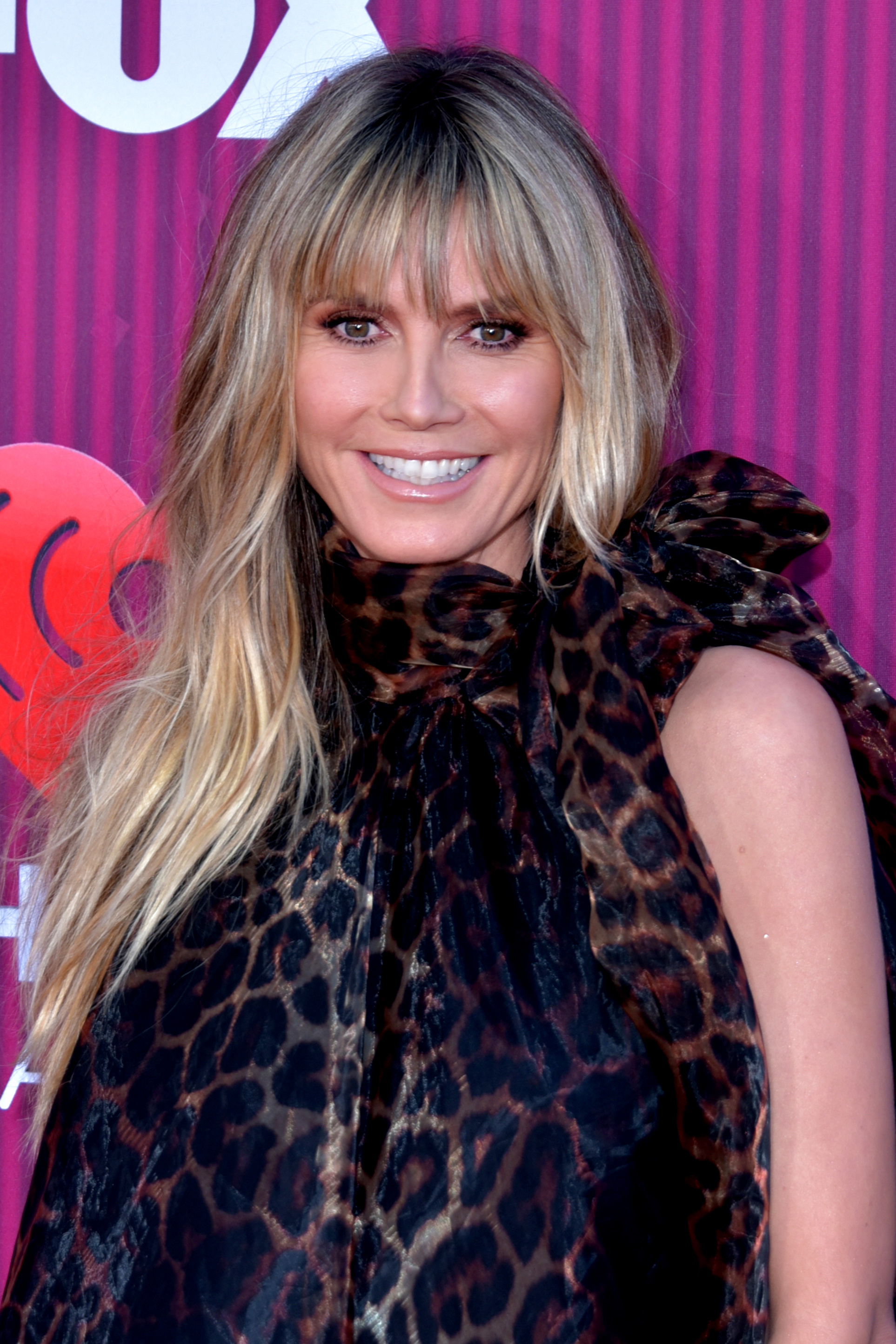
Heidi Klum
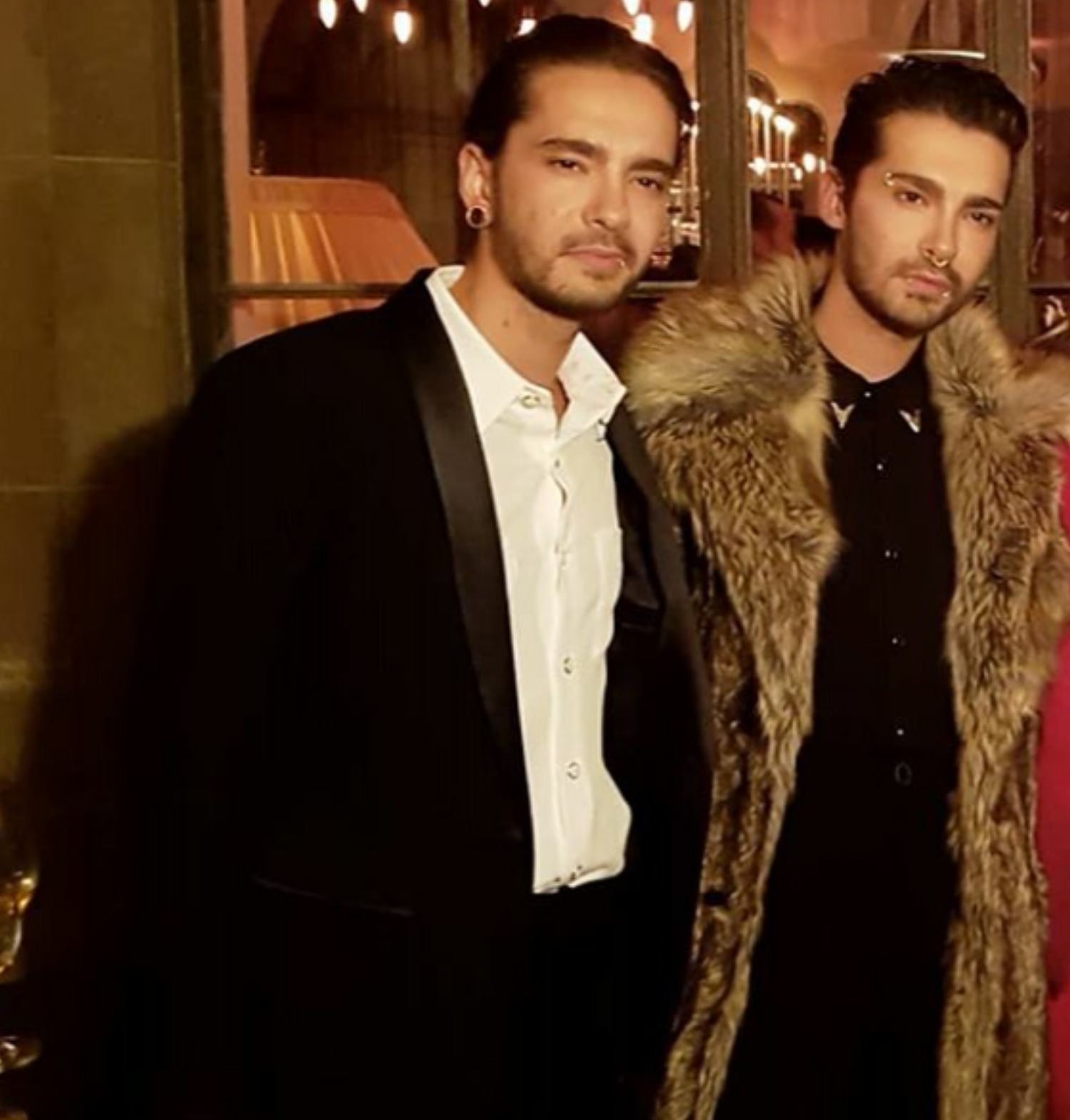
Bill Kaulitz (rechts)
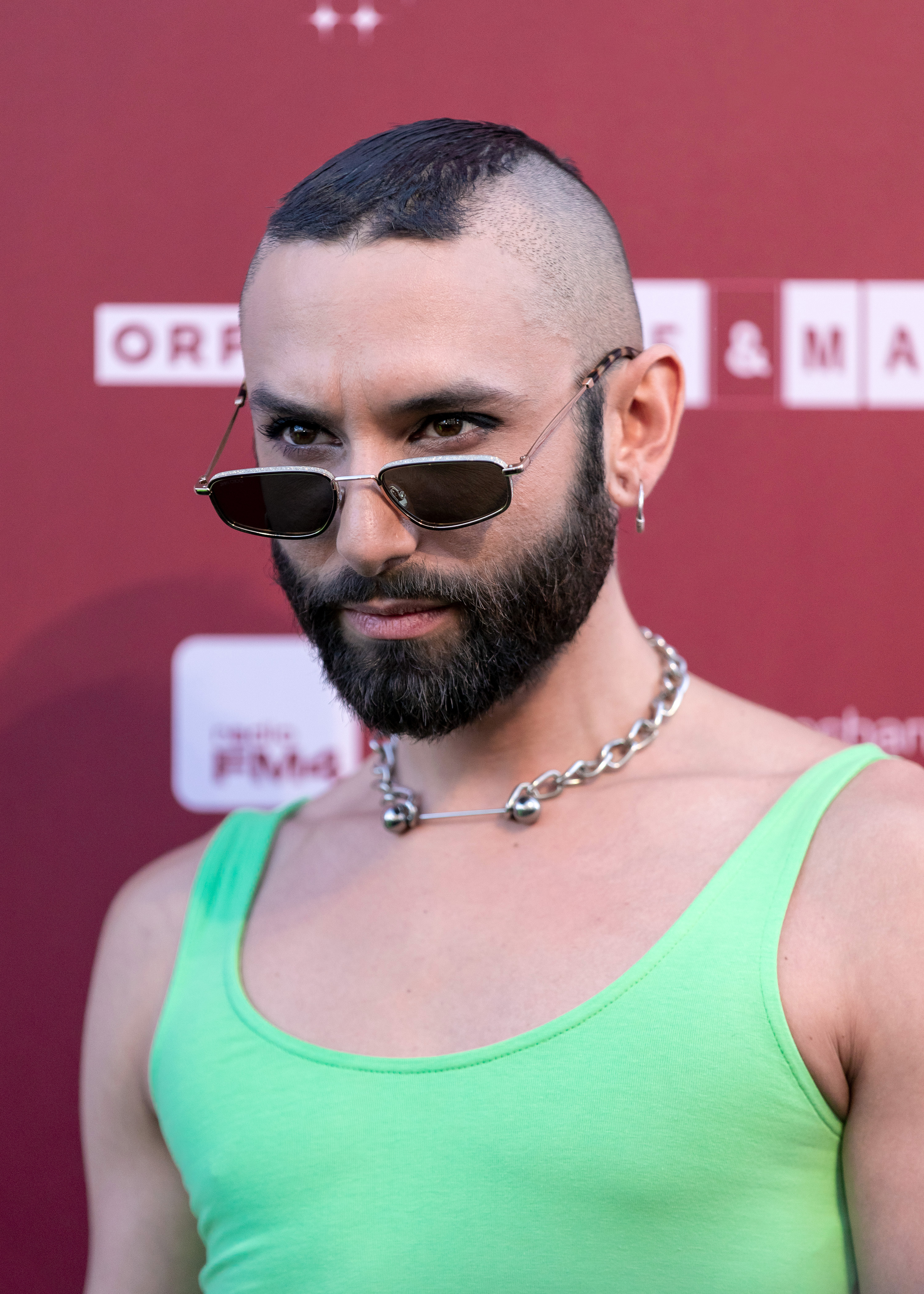
Conchita Wurst

- Folge 1: Olivia Jones
- Folge 2: Amanda Lepore
- Folge 3: Leona Lewis (Gastauftritt in Folge 4)
- Folge 4: Pabllo Vittar
- Folge 5: La Toya Jackson
- Folge 6: Laganja Estranja

## Staffel 1

### Teilnehmerinnen

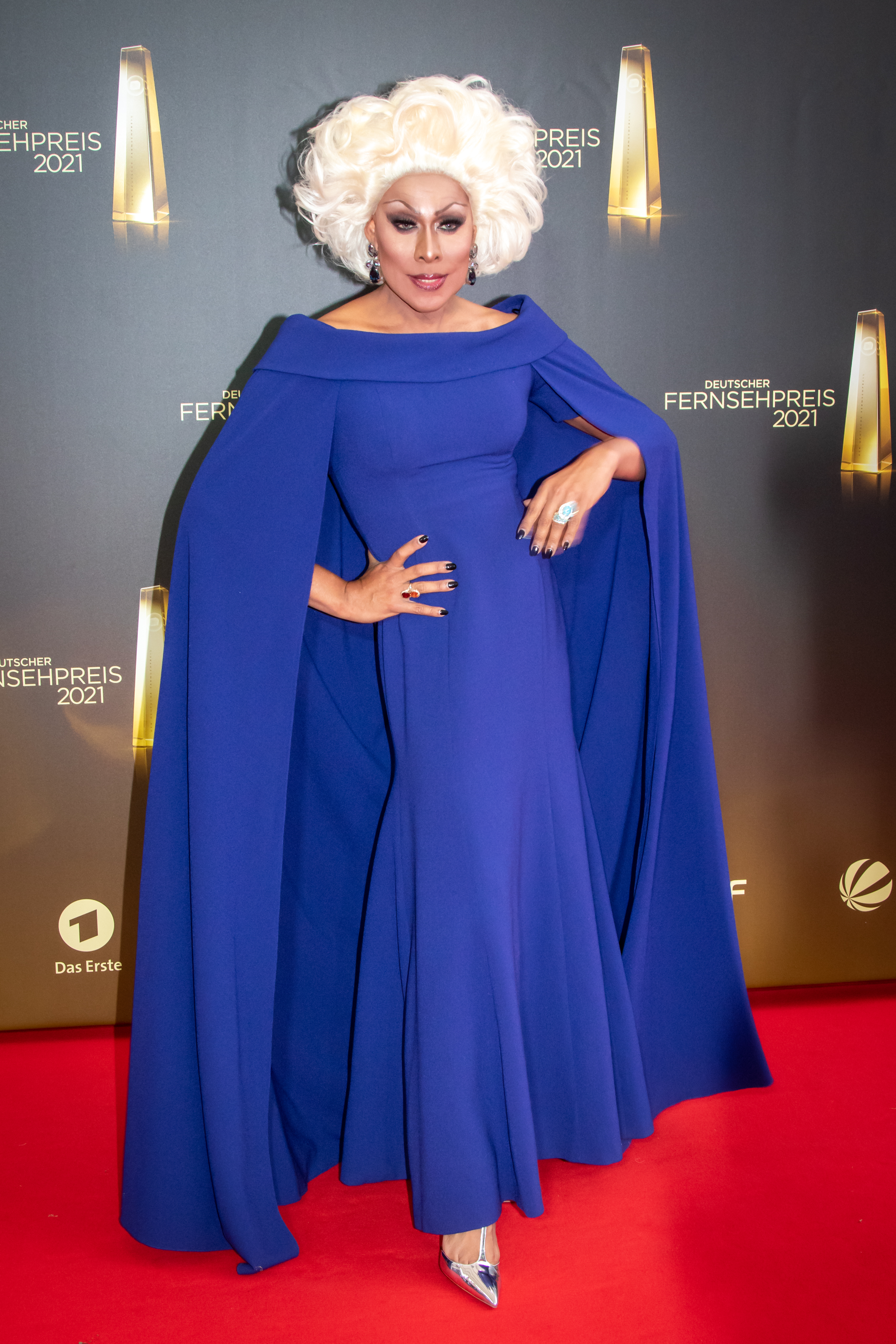
Kandidatin Catherrine Leclery; Teilnehmerin der ersten Staffel

| Teilnehmerin       | Alter | Heimatstadt | Platzierung | Ausgeschieden in |
| ------------------ | ----- | ----------- | ----------- | ---------------- |
| Yoncé Banks        | 26    | Paderborn   | 1. Platz    | –                |
| Aria Addams        | 22    | Wolfsburg   | 2. Platz    | Finale (Folge 6) |
| Vava Vilde         | 30    | Stuttgart   | 3. Platz    | Finale (Folge 6) |
| Catherrine Leclery | 48    | Köln        | 4. Platz    | Folge 5          |
| Bambi Mercury      | 32    | Berlin      | 5. Platz    | Folge 5          |
| Katy Bähm          | 27    | Berlin      | 6. Platz    | Folge 4          |
| Candy Crash        | 32    | Berlin      | 7. Platz    | Folge 3          |
| Hayden Kryze       | 20    | Bern        | 8. Platz    | Folge 3          |
| Samantha Gold      | 35    | Hamburg     | 9. Platz    | Folge 2          |
| Janisha Jones      | 26    | München     | 10. Platz   | Folge 1          |

#### Einzelergebnisse (Staffel 1)

##### Folge 1: The Art of Drag
| Platz | Teilnehmerin       | Heidi Klum | Bill Kaulitz | Conchita Wurst | Olivia Jones | Punkte |
| 01    | Yoncé Banks        | 9          | 10           | 10             | 10           | 39     |
| 02    | Catherrine Leclery | 10         | 9            | 8              | 8            | 35     |
| 03    | Bambi Mercury      | 8          | 8            | 9              | 7            | 32     |
| 04    | Katy Bähm          | 6          | 7            | 7              | 9            | 29     |
| 05    | Samantha Gold      | 7          | 6            | 2              | 6            | 21     |
| 06    | Vava Vilde         | 4          | 4            | 5              | 5            | 18     |
| 07    | Hayden Kryze       | 5          | 2            | 6              | 1            | 14     |
| 07    | Candy Crash        | 1          | 5            | 4              | 4            | 14     |
| 09    | Aria Addams        | 2          | 3            | 3              | 3            | 11     |
| 010   | Janisha Jones      | 3          | 1            | 1              | 2            | 7      |

##### Folge 2: Future Universe
| Platz | Teilnehmerin       | Heidi Klum | Bill Kaulitz | Conchita Wurst | Amanda Lepore | Punkte |
| 01    | Katy Bähm          | 8          | 8            | 7              | 9             | 32     |
| 02    | Yoncé Banks        | 9          | 4            | 9              | 8             | 30     |
| 02    | Aria Addams        | 7          | 9            | 8              | 6             | 30     |
| 04    | Vava Vilde         | 6          | 7            | 4              | 3             | 20     |
| 04    | Bambi Mercury      | 5          | 5            | 6              | 4             | 20     |
| 06    | Candy Crash        | 3          | 6            | 5              | 5             | 19     |
| 07    | Catherrine Leclery | 2          | 2            | 3              | 7             | 14     |
| 08    | Hayden Kryze       | 4          | 3            | 2              | 2             | 11     |
| 09    | Samantha Gold      | 1          | 1            | 1              | 1             | 4      |

##### Folge 3: Fairytale
| Platz | Teilnehmerin       | Heidi Klum | Bill Kaulitz | Conchita Wurst | Leona Lewis | Punkte |
| 01    | Catherrine Leclery | 5          | 7            | 7              | 7           | 26     |
| 02    | Yoncé Banks        | 7          | 4            | 6              | 5           | 22     |
| 03    | Bambi Mercury      | 4          | 6            | 5              | 4           | 19     |
| 04    | Katy Bähm          | 3          | 5            | 4              | 6           | 18     |
| 05    | Vava Vilde         | 6          | 1            | 3              | 3           | 13     |
| 06    | Aria Addams        | 1          | 3            | 2              | 2           | 8      |
| 07    | Candy Crash        | 2          | 2            | 1              | 1           | 6      |

##### Folge 4: Divas and Icons
| Platz | Teilnehmerin       | Heidi Klum | Bill Kaulitz | Conchita Wurst | Pabllo Vittar | Punkte |
| 01    | Yoncé Banks        | 5          | 6            | 2              | 6             | 19     |
| 02    | Aria Addams        | 6          | 3            | 3              | 3             | 15     |
| 02    | Catherrine Leclery | 1          | 5            | 4              | 5             | 15     |
| 02    | Bambi Mercury      | 4          | 4            | 5              | 2             | 15     |
| 05    | Vava Vilde         | 2          | 2            | 6              | 1             | 11     |
| 06    | Katy Bähm          | 3          | 1            | 1              | 4             | 9      |

##### Folge 5: Grusel und Horror
| Platz | Teilnehmerin       | Heidi Klum | Bill Kaulitz | Conchita Wurst | La Toya Jackson | Punkte |
| 01    | Yoncé Banks        | 4          | 5            | 2              | 4               | 15     |
| 01    | Vava Vilde         | 5          | 3            | 4              | 3               | 15     |
| 03    | Aria Addams        | 1          | 2            | 5              | 5               | 13     |
| 04    | Catherrine Leclery | 3          | 4            | 3              | 2               | 12     |
| 05    | Bambi Mercury      | 2          | 1            | 1              | 1               | 5      |

##### Folge 6: Candyland
| Platz | Teilnehmerin | Heidi Klum | Bill Kaulitz | Conchita Wurst | Laganja Estranja | Punkte |
| 01    | Yoncé Banks  | 3          | 3            | 3              | 2                | 11     |
| 02    | Aria Addams  | 2          | 1            | 2              | 3                | 8      |
| 03    | Vava Vilde   | 1          | 2            | 1              | 1                | 5      |

#### Who’s That Queen?
Parallel zu den abendfüllenden Shows erschien kurz nach jeder Sendung jeweils ein Video, in dem eine der Teilnehmerinnen einen Prominenten mittels komplettem Makeover zur Dragqueen umstylt. Die Videos wurden sowohl auf der sendereigenen Website veröffentlicht, als auch auf YouTube.
- Folge 1: Who’s That Queen? Katy Bähm verwandelt Moderator Jochen Schropp in Britney Bähm
- Folge 2: Who’s That Queen? Candy Crash macht aus YouTuber Luca Cordula Crash
- Folge 3: Who’s That Queen? Bambi Mercury macht aus Rapperin Nura Extra Dönerteller
- Folge 4: Who’s That Queen? Catherrine Leclery verwandelt Sänger Ross Antony in Rose an de Toilette
- Folge 5: Who’s That Queen? Aria Addams verwandelt Moderator Aaron Troschke in Amanda Addams
- Folge 6: Who’s That Queen? Yoncé Banks verwandelt Ex-Bachelor Leonard Freier in Loana Banks

## Vorgeschichte

### Vorbild und Entwicklung der Idee
Das Vorbild für eine Contestshow um Dragqueens ist das US-amerikanische Format RuPaul’s Drag Race von und mit der Dragqueen RuPaul. Die Idee eines deutschen Ablegers wurde immer wieder aufgeworfen. 2013 sicherte die Firma Phantomfilm sich die deutschen Rechte für das Format, doch die Suche nach einem Mainstream-Sender, der dieses ausstrahlen sollte, blieb ergebnislos. Zuvor wurde bereits 1996, moderiert von Bruno Bieri und 1997, moderiert von Karsten Speck, auf RTL jährlich die Die Travestie-Show, produziert von den Endemol Studios, ausgestrahlt. In der Jury saßen damals Linda de Mol, Til Schweiger und Lilo Wanders. Gewählt wurde die Miss Travestie und in einer gesonderten Kategorie ein Pop-Diven Imitator.
In der deutschen Model-Castingshow Germany’s Next Topmodel kamen das deutsche Publikum wie auch Heidi Klum 2018 in der 13. Staffel und 2019 in der 14. Staffel mit Drag in Berührung, indem jeweils vor dem Halbfinale mehrere Dragqueens aus Amerika – darunter einige aus RuPaul’s Drag Race – als Gäste auftraten und mit den Kandidatinnen zusammenarbeiteten. 2019 war in der entsprechenden Episode Bill Kaulitz Gastjuror. Diese Episoden waren jeweils beim Publikum besonders beliebt.
ProSieben-Chef Daniel Rosemann sagt dazu: „Wir haben schon lange über das Thema Dragqueen nachgedacht. Und darüber, wie wir das Thema für ProSieben angemessen umsetzen können. In der vorletzten Staffel #GNTM haben unsere Zuschauer die Drag-Folge sehr gefeiert. Deswegen haben wir jetzt mit der ProSiebenSat.1 Produktionsfirma Red Seven eine eigene Show entwickelt.“

### Kritik im Vorfeld

#### Kontroverse um Heidi Klum
ProSieben verkündete Queen of Drags am 26. Juni durch einen Facebook-Post, mit dem sie auch die mitwirkenden Juroren bekanntgaben. Das dabei hochgeladene Foto, das nur Klum zeigte, lenkte die Aufmerksamkeit besonders auf sie. Dass diese eine Show mit queeren Inhalten, Themen und Teilnehmern moderieren sollte, wurde in der Reaktion, insbesondere durch die LGBT-Community Deutschlands, sehr kontrovers aufgenommen und durch Protestformen wie Online-Petitionen beantwortet.
Bereits vor Bekanntgabe der Show schrieb Jurassica Parka für die Siegessäule einen Kommentar: „Es ist traurig, es ist erbärmlich – eigentlich ist es tatsächlich ein Skandal.“ Von der Tageszeitung wurde besonders Klums Beurteilungsverhalten und Umgang mit den Kandidatinnen bei Germany’s Next Topmodel kritisiert, welches die Kandidatinnen zu Objekten mache und bloßstelle und limitierte Körperideale propagiere: „Bei GNTM geht es also um Abwertung, Beschämung und Konkurrenz. Bei RPDR geht es um Empowerment, subversive Fabelhaftigkeit und Solidarität.“ Daher sei nur schwer vorstellbar, dass sie den Drag-Kandidatinnen den nötigen Respekt entgegenbringe. Am Tag der Bekanntgabe der Show starteten die deutschen Travestiekünstler Margot Schlönzke und Ryan Stecken eine Petition auf Change.org, die als problematisch ankreidet, dass die Show nicht von einer queeren Persönlichkeit, sondern von einer, die „von Drag, der dazugehörigen Historie, der Lebenseinstellung, der Identität, der Drag-Kultur, der Szene und der gesamten Branche absolut keine Ahnung“ hat, angeführt werde. Neben der Kritik an der vermeintlichen Hauptjurorin begrüßten sie aber dennoch ausdrücklich, dass ein solches Format nach Deutschland kommt. Das Format der Show nahm sich auch Olivia Jones in einem positiven offenen Brief zum Thema: „Damit bekommen Drag Queens in Deutschland erstmals bei einem großen deutschen TV-Sender eine eigene Prime Time Show. Dafür haben Viele jahrelang vergeblich gekämpft. Den Durchbruch hat am Ende Heidi Klum gebracht, in dem sie bei Germany’s Next Topmodel den Mut hatte, Drag Queens eine große Plattform zu geben und in dem sie sich danach für ein eigenes Drag Queen Format stark gemacht hat. Endlich können auch deutsche Drags mal allen zeigen, dass sie sich hinter ihren amerikanischen Kolleginnen nicht verstecken müssen und wir eine unglaublich vielfältige Szene haben.“
Klum verkündete in einer Mitteilung, dass sie die Drag-Kultur seit Jahren liebe und bewundere. In der ersten Episode der Show nahm sie die Kritik an ihr im Kreise der Kandidatinnen zum Gesprächsthema und verteidigte sich: „Ich bin offen für alles. Tolerant für alle Menschen.“ Intolerant finde sie allerdings die Reaktion besagter Community ihr gegenüber: „Weil ich hetero bin, weiß bin und eine Frau bin. Das ist total gemein.“

#### Werbeplakat
Auch das offizielle Werbeplakat, das Anfang November veröffentlicht wurde, sorgte im Internet für kritische Reaktionen. Es zeigt die drei Juroren, wobei Klum überdimensioniert erscheint, ihre Beine so lang wie die anderen beiden Juroren in Gänze, was als „Photoshop-Fail“ kommentiert wurde. Auch wird kritisiert, dass es keinen Bezug zu Travestie zeigt und damit nicht für den Inhalt der Show wirbt: „[H]ier überwog wohl abermals der Wunsch, mit Hilfe des Bekanntheitsgrades der Jurymitglieder die Zuschauer zum Einschalten zu bewegen (ohne dass diese notwendigerweise verstehen sollen, worum es geht),“ schrieb Gregor Löcher für Fernsehserien.de.

## Rezeption
Nach der ersten Episode wurde das Drag-Format hauptsächlich positiv aufgenommen und auch Klums eher zurückhaltende Rolle hat teilweise positiv überrascht, wurde aber weiterhin am stärksten kritisiert.
Margot Schlönzke gab dem Focus ein Interview: Sie sehe ihre Befürchtungen um Klum bestätigt, dass diese keine Ahnung von der Materie hat. Außerdem zeigten Klums Kommentare zu der Kritik, dass sie diese nicht verstanden habe. Positiv finde sie aber, dass man Klum stark zurückgeschnitten habe, was möglicherweise auch an der Kritik im Vorfeld liege. Gerade im Kontrast mit Olivia Jones habe sich gezeigt, dass Klum keine Ahnung hat. So heißt es auch bei der Welt, bei den Jurybewertungen wurde endgültig klar, warum eine Dragqueen der bessere Juryvorsitz gewesen sei.
Allerdings fiel auch auf, dass ihre Jurykollegen genauso viel wie sie zu sehen sind und Klum wiederum in dieser Show so wenig Sendezeit wie noch nie in einer ihrer Shows hat, sodass hier tatsächlich die Dragqueens im Mittelpunkt stehen. Für Anja Rützel sind daher die guten Momente der Show, wenn die Dragqueens zu Wort kommen. Durch deren Aufklärung und Hintergrundgeschichten habe das Format „das Zeug dazu, wirkliche Botschaften zu übermitteln.“ Gregor Löscher für Fernsehserien.de zieht das Fazit, „dass die negative Presse im Vorfeld doch etwas voreilig war. Die Teilnehmerinnen halten ihr Narrativ weitgehend selbst in der Hand, sogar geweint wird eher mit als vor der Kamera – vorgeführt wird hier niemand.“

## Einschaltquoten
Den gemischten Kritiken standen mäßige bis schwache Einschaltquoten gegenüber. Mehrere Ausgaben konkurrierten allerdings mit Sonderfolgen von „Wer wird Millionär?“ oder zeitgleichen Fußballübertragungen. Bereits die erste Episode blieb hinter den Erwartungen zurück. Darauf folgte ein Abwärtstrend über mehrere Folgen mit einer kurzen Aufwärtsbewegung vor dem Finale, welches selbst wiederum den Staffeltiefstwert einfuhr. Konstant beliebt war die Show bei den 20- bis 29-Jährigen, bei denen auch das Finale 17 Prozent Marktanteil erreichte. In der Altersgruppe 30 bis 39 waren es 8,9 Prozent, unter den über 40-Jährige 3,3 Prozent.
| Folge | Gesamtpublikum | Gesamtpublikum | Zielgruppe 14 – 49 Jahre | Zielgruppe 14 – 49 Jahre | Quelle        |
| Folge | Zuschauerzahl  | Marktanteil    | Zuschauerzahl            | Marktanteil              | Quelle        |
| ----- | -------------- | -------------- | ------------------------ | ------------------------ | ------------- |
| 1     | 1,50 Mio.      | 5,3 %          | 990.000                  | 11,4 %                   | [ 23 ]        |
| 2     | 1,13 Mio.      | 4,0 %          | 810.000                  | 9,4 %                    | [ 24 ]        |
| 3     | 1,10 Mio.      | 3,8 %          | 750.000                  | 8,8 %                    | [ 25 ]        |
| 4     | 960.000        | 3,4 %          | 680.000                  | 8,3 %                    | [ 26 ] [ 27 ] |
| 5     | 990.000        | 3,5 %          | 750.000                  | 9,2 %                    | [ 28 ]        |
| 6     | 960.000        | 3,3 %          | 670.000                  | 7,9 %                    | [ 22 ] [ 29 ] |

## Kritik
Die dritte Ausgabe der Show wurde von der Redaktion zensiert, was beim Publikum auf wenig Verständnis stieß. Ein Teil der Queens musste in einer Challenge das Theaterstück „Rot-Dragchen und der böse Wolf“, bei welchem sie selbst Regie führen und es ausgestalten durften, aufführen. Überraschend für die Zuschauer war, dass ProSieben einen Großteil der Aufführung durch Pieptöne und Querbalken, offenbar aus Jugendschutzgründen, zensierte. Der Inhalt war dadurch kaum noch nachvollziehbar und Pointen liefen ins Leere. In der Presse und in sozialen Netzwerken wurde dies negativ kommentiert.
In der Finalfolge musste Kandidatin Aria Addams wegen einer Infektion am Auge einen Facharzt aufsuchen, weshalb sie erst mit Verspätung zum Covershooting für die Cosmopolitan eintraf. Heidi Klum zeigte dafür wenig Verständnis und fragte nur „Kommt sie denn wenigstens noch? Wir sind im Finale!“, weshalb sie von Zuschauern scharf kritisiert wurde.
In einem Spezialvideo, das auf YouTube und der Senderseite veröffentlicht wurde, reagierten Vava Vilde, Aria Addams und Yoncé Banks stellvertretend für alle Kandidatinnen auf Hasskommentare aus dem Internet, indem sie diese vorlasen und antworteten.
Der Siegerin der Show wurden 100.000 Euro Preisgeld, eine Kampagne mit der Kosmetikmarke MAC, eine Reise zum Christopher Street Day nach New York und ein Cover der deutschen Cosmopolitan als Preise in Aussicht gestellt. Allerdings suchten viele Zuschauer vergeblich die Ausgabe der deutschen Cosmopolitan mit Yoncé Banks auf dem Titelbild. Auf den im Handel befindlichen Ausgaben war die Schauspielerin Zoey Deutch abgebildet. Das Cover mit Yoncé Banks erschien lediglich als Special Edition in geringer Auflage und war nur in ausgewählten Läden an Flughäfen und Bahnhöfen erhältlich. Dies wurde damit begründet, dass das Staffelfinale von „Queen of Drags“ Mitte Dezember stattfand und die Januarausgabe fast zeitgleich erschien und somit nur eine nachträgliche Sonderausgabe möglich gewesen wäre. Für viele Fans hatte dies einen faden Beigeschmack und legte die Vermutung nahe, Cosmopolitan hätte das Cover mit einer Dragqueen bewusst nur in geringer Stückzahl verbreiten wollen, um negative Kommentare zu umgehen. Bei Siegerinnen von „Germany’s Next Topmodel“ waren Titelbilder auf späteren Ausgaben keine Seltenheit gewesen.